# Familia Łubieński
La familia Łubieński  (plural: Łubieńsc; femenino singular: Łubieńska ) son nobles polacos que toman su nombre del pueblo de Łubna-Jarosłaj cerca de Sieradz, en el centro de Polonia. Alcanzaron el estatus de magnates en el siglo XVIII antes de las particiones de Polonia. Uno de ellos, el reformador y Ministro de Justicia durante el Congreso de Polonia, Félix, recibió el título hereditario de Graf, del rey Federico Guillermo III de Prusia en 1796. Él y su esposa, la escritora Tekla Teresa Lubienska, tuvieron 60 nietos.
A partir de entonces, su relativo declive económico se vio mitigado en parte por sus vastas posesiones de tierra, su fertilidad y su capacidad para participar en los asuntos eclesiásticos, estatales, militares, económicos e industriales. También han realizado importantes contribuciones en el campo de la ingeniería y las artes. Históricamente, están vinculados a algunas de las principales familias de Polonia, entre ellas: Bieliński, Morawski, Potocki, Sobański, Szembek y Szymanowski. Desde el siglo XIX, también están relacionados con familias de Inglaterra y Francia.

## Escudo familiar

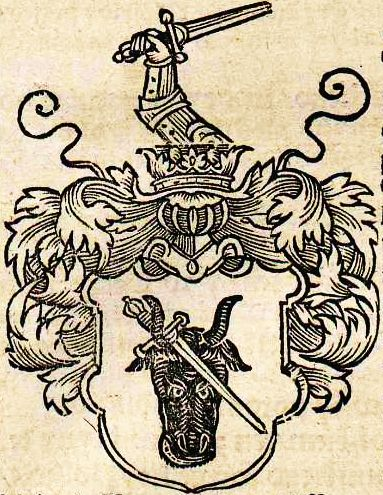
El escudo de armas de Pomian (Paprocki)

Son miembros del clan heráldico Pomian.

## Figuras notables
- Bernard Łubieński (1846-1933), sacerdote polaco
- Feliks Łubieński (1758-1848), político y jurista polaco
- Henryk Łubieński (1793-1883), financiero e industrial polaco
- Maciej Łubieński (1572-1652), arzobispo polaco
- Maria Magdalena Łubieńska (1833-1920), artista y educadora polaca
- Stanisław Łubieński (1573-1640), político y obispo polaco
- Tekla Teresa Łubieńska (1767-1810), escritora y traductora polaca
- Teresa Łubieńska (1884-1957), activista social polaca y luchadora de la resistencia
- Tomasz Łubieński (1784-1870), general de brigada y senador polaco
- Władysław Aleksander Łubieński (1703-1767), arzobispo polaco
- Roza Leopoldyna Łubieńska (nacida en 1947), actriz británica-polaca

## Fincas

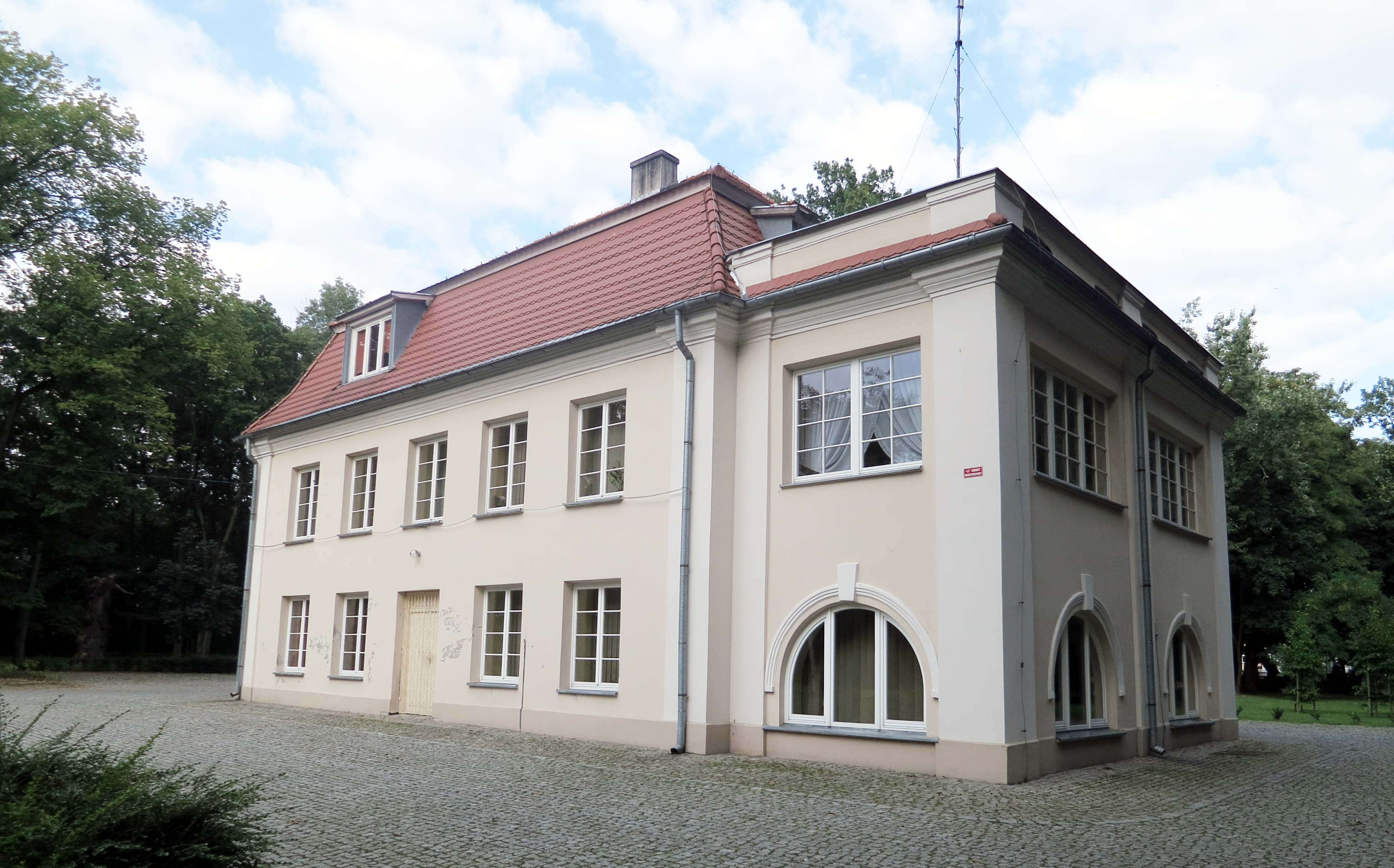
Szczytniki, señorío
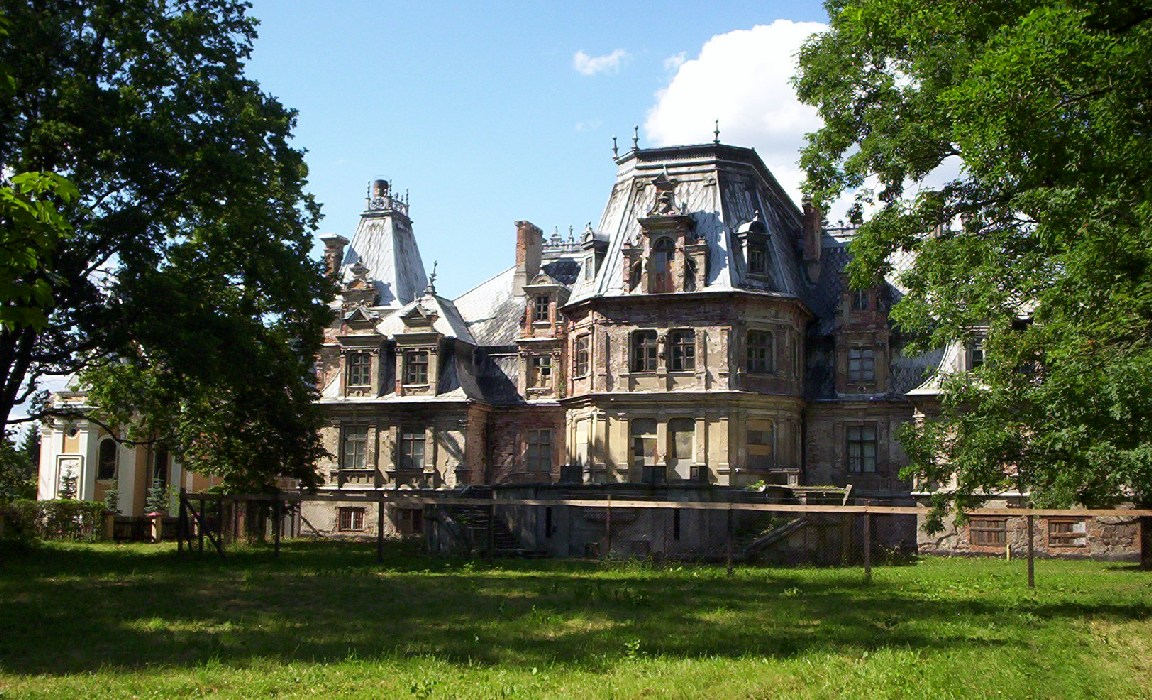
Antiguo Palacio Łubieński en Guzów
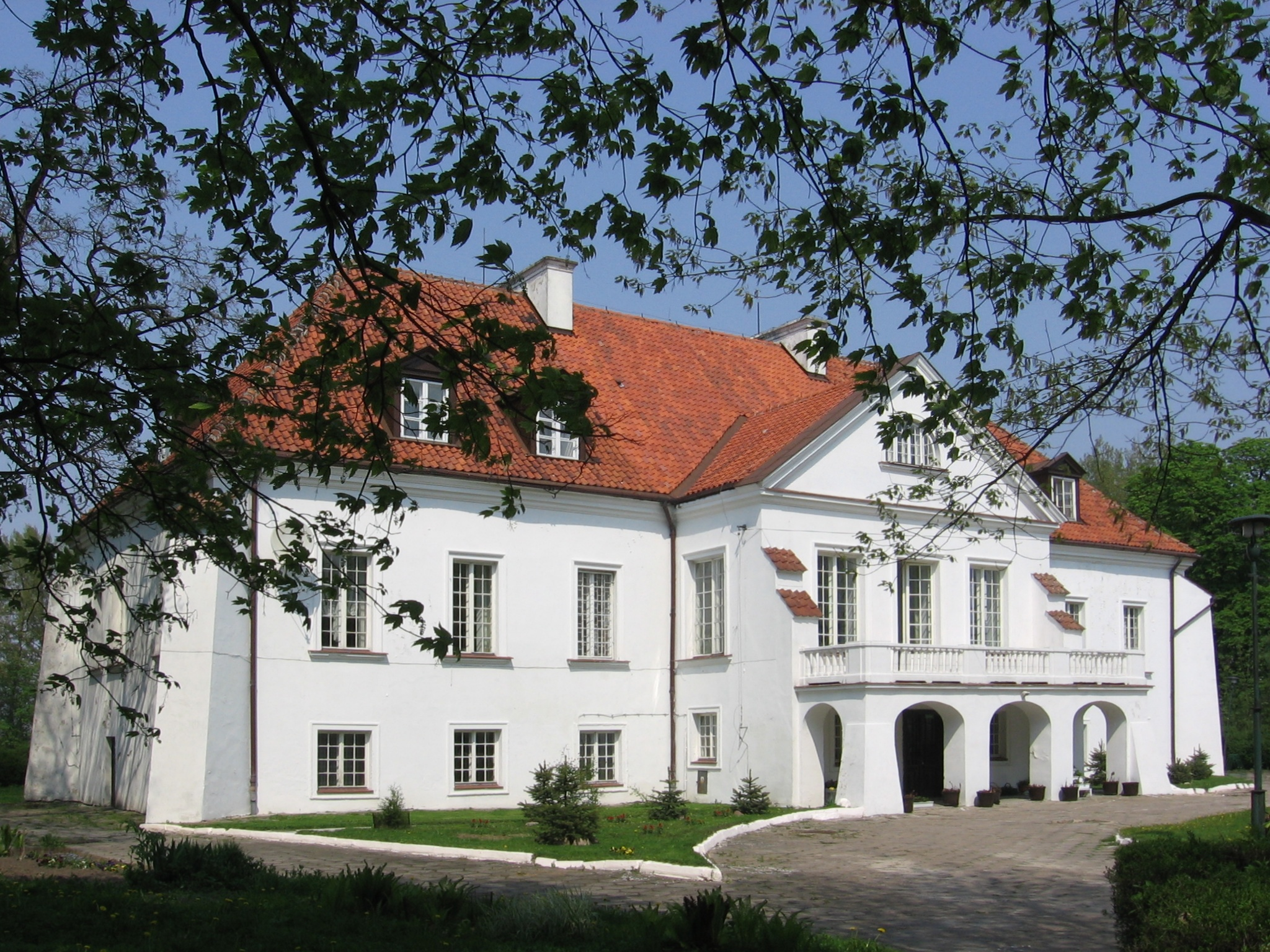
Kalinowa - posible inspiración para Haunted Manor de Moniuszko
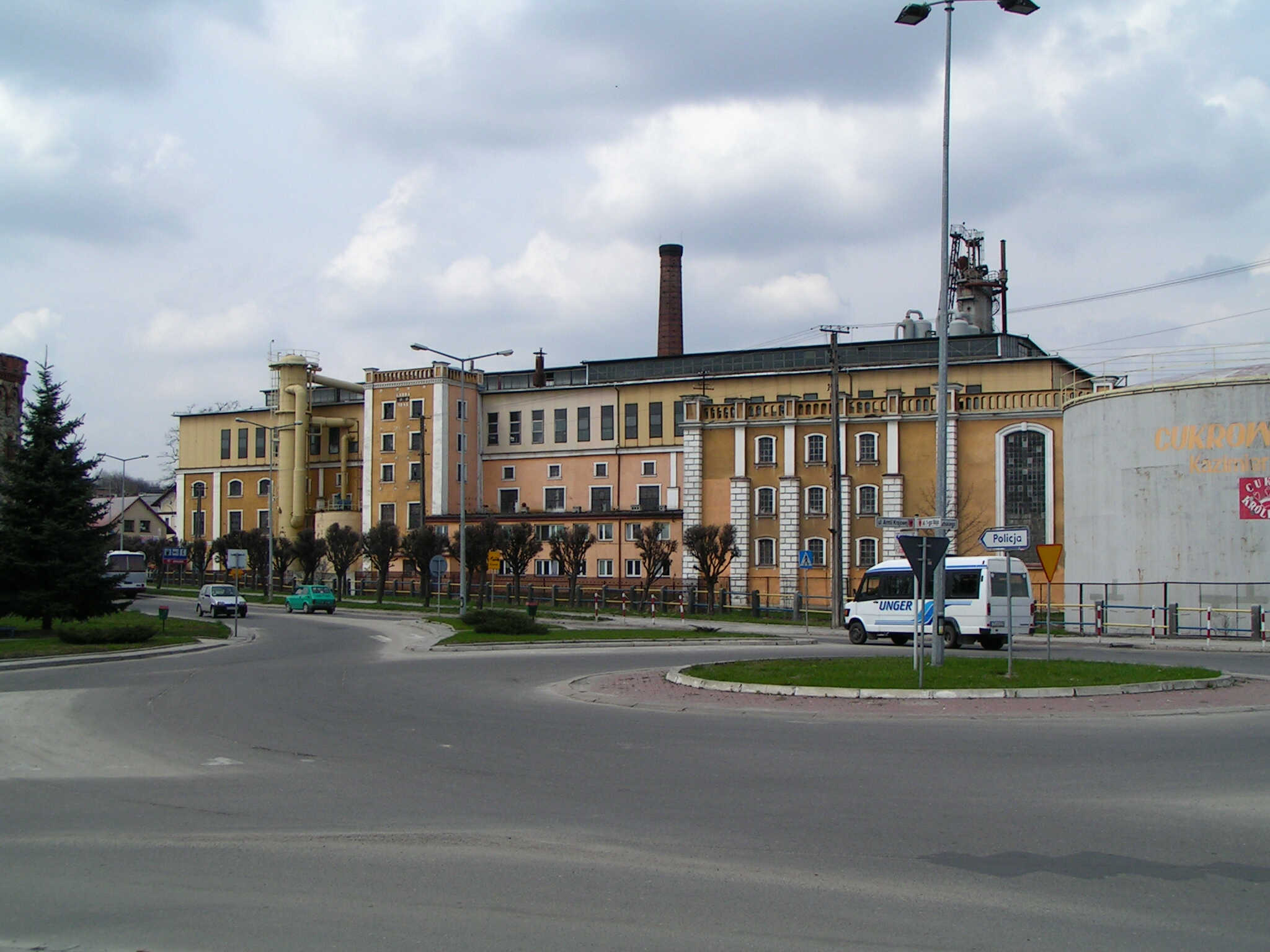
Kazimierza Wielka - Fábrica de azúcar Łubna